# Mísníček
Mísníček je vodní tok v Jihočeském kraji. Jeho tok počíná poblíž Sedlice, kde vytéká z Ovčínského rybníka u osady Ovčín, dál protéká rybníky Březinka, Novosedlický a Staroborský. Poblíž osady Nedílná se stéká s podobně nazvaným potokem Mísňáčkem, počínajícím jako luční strouha mezi Třebkovem a Šamonicemi, u silnice I/20 protéká Podsilničním rybníkem, dál jeho tok pokračuje pod Dubí Horu a zanedlouho se stéká s Mísníčkem. 
Odtud Mísníček protéká lesem a získává divočejší charakter s malými peřejemi, zcela se zklidní vtokem do rybníka Michovka u Brloha. Zde pod hrází padá dolů malým vodopádem, nacházejícím se na soukromém pozemku. Lokalita je vedena jako přírodní památka Michovka. Dál podtéká silnici mezi Brlohem a Petrovicemi, kde poblíž tvrze Brloh vytváří malý mokřad, pod hradištěm Žižkův vrch se vlévá do Brložského potoka a s jeho vodami pokračuje do Otavy.